# Матлуг
Матлуг — деревня в Ленском районе Архангельской области. Входит в состав Сафроновского сельского поселения.

## География
Находится в юго-восточной части Архангельской области на расстоянии приблизительно 1 км на запад по прямой от административного центра района села Яренск.

## История
Учтена была еще в 1710 году как деревня с 2 дворами. В 1859 году здесь (деревня Яренского уезда Вологодской губернии) было учтено 8 дворов.

## Население
Численность населения: 47 человек (1859 год), 4 (русские 100 %) в 2002 году, 3 в 2010.